# Jewgienij Nikonow
Jewgienij Aleksandrowicz Nikonow (ros. Евгений Александрович Никонов; ur. 18 grudnia 1920 we wsi Wasiljewka obecnie w rejonie stawropolskim w obwodzie samarskim, zm. 19 sierpnia 1941 w Harku) – radziecki marynarz, uhonorowany pośmiertnie tytułem Bohatera Związku Radzieckiego (1957).

## Życiorys
Urodził się w rodzinie chłopskiej. Gdy miał półtora roku, stracił rodziców i wraz z bratem i siostrą był wychowywany przez ciotkę. Ukończył szkołę uniwersytetu fabryczno-zawodowego w mieście Gorki (obecnie Niżny Nowogród), gdzie następnie pracował jako tokarz w fabryce samochodów i wstąpił do Komsomołu. Od 11 listopada 1939 służył w marynarce, od 23 listopada 1939 do 20 grudnia 1940 przechodząc przeszkolenie w szkole Floty Bałtyckiej, później został elektrykiem torpedowym na pokładzie lidera niszczycieli "Mińsk". Od czerwca 1941 uczestniczył w wojnie z Niemcami. W sierpniu 1941 brał udział w obronie Tallinna, gdzie wówczas znajdowała się główna baza Floty Bałtyckiej. Przy wypełnianiu zadania rozpoznania lokalizacji wojsk przeciwnika w pobliżu Keili został ciężko ranny w walce i po utracie przytomności wzięty do niewoli. Mimo tortur nie zdradził tajemnic wojskowych, za co podobno został spalony żywcem przez hitlerowców.
Pochowano go w Harku, na początku lat 50. jego prochy przeniesiono do Tallina, a po rozpadzie ZSRR, 2 marca 1992 ostatecznie złożono jego prochy w rodzinnej wsi Wasiljewka w obwodzie samarskim. Po wojnie jego imieniem nazwano ulice w Tallinnie, Togliatti i Niżnym Nowogrodzie. Pośmiertnie został odznaczony Orderem Wojny Ojczyźnianej I klasy, a 3 września 1957 pośmiertnie przyznano mu tytuł Bohatera Związku Radzieckiego i Order Lenina.